# قرص اویلر

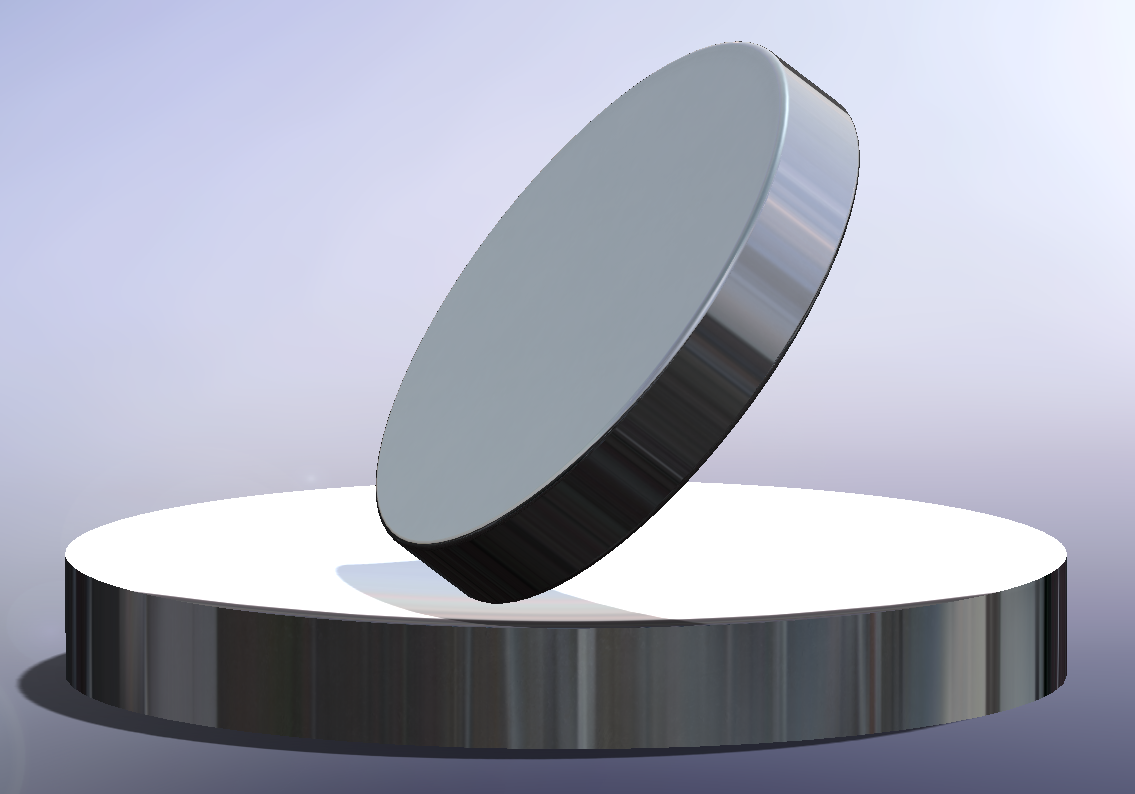
نونمایی رایانه‌ای قرص اویلر بر روی پایه کمی مقعر

قرص اویلر که بین سال‌های ۱۹۸۷ و ۱۹۹۰ توسط جوزف بندیک اختراع شد، علامت تجاری یک اسباب بازی آموزشی علمی است. برای نشان دادن و مطالعه سامانه پویای قرص چرخشی و غلتشی بر روی یک سطح صاف یا منحنی مورد استفاده قرار می‌گیرد و موضوع تعدادی از مقالات علمی بوده‌است.